# Parafia Wniebowzięcia Najświętszej Maryi Panny w Lipianach
Parafia pod wezwaniem Wniebowzięcia Najświętszej Maryi Panny w Lipianach – parafia rzymskokatolicka należąca do dekanatu Lipiany, archidiecezji szczecińsko-kamieńskiej, metropolii szczecińsko-kamieńskiej. Siedziba parafii mieści się w Lipianach przy ulicy Kościuszki.

## Kościół parafialny
Kościół pw. Wniebowzięcia Najświętszej Maryi Panny w Lipianach

## Kościoły filialne i kaplice
Kościół pw. Najświętszej Maryi Panny Matki Łaski Bożej w Skrzynce